# Departamento de Transporte de Tennessee
El Departamento de Transporte de Tennessee (en inglés: Tennessee Department of Transportation, TDOT) es la agencia estatal gubernamental encargada en la construcción y mantenimiento de toda la infraestructura ferroviaria, carreteras estatales; así como sus autopistas federales, locales e interestatales, y transporte aéreo del estado de Tennessee. La sede de la agencia se encuentra ubicada en Nashville, Tennessee y su actual director es John Schroer.